# Новокрещено
Новокрещено — село в Городищенском районе Пензенской области России. Входит в состав Турдакского сельсовета.

## География
Село находится в восточной части Пензенской области, в лесостепной зоне, к югу от реки Суры, на расстоянии примерно 21 километра (по прямой) к юго-востоку от города Городище, административного центра района. Абсолютная высота — 204 метра над уровнем моря.
Климат
Климат характеризуется как континентальный, с холодной зимой и жарким летом. Среднегодовая температура — 3,1 °C. Средняя температура воздуха самого холодного месяца (января) составляет −12,9 °C; самого тёплого месяца (июля) — 19 °C. Годовое количество атмосферных осадков — 673 мм, из которых 415 мм выпадает в период с апреля по октябрь. Снежный покров держится в среднем 146 дней.

## Население
| 1748 | 1859 | 1877 | 1897 | 1911 | 1926 | 1930 |
| ---- | ---- | ---- | ---- | ---- | ---- | ---- |
| 552  | ↗600 | ↘511 | ↗648 | ↗768 | ↗963 | ↗982 |
| 1939 | 1979 | 1989 | 1996 | 2002 | 2010 |      |
| ↘887 | ↘180 | ↘113 | ↘96  | ↘82  | ↘42  |      |

Половой состав
По данным Всероссийской переписи населения 2010 года в гендерной структуре населения мужчины составляли 50 %, женщины — соответственно также 50 %.
Национальный состав
Согласно результатам переписи 2002 года, в национальной структуре населения русские составляли 88 % из 82 чел.